# Шевченково (Глуховский район)
Шевченково (укр. Шевченкове) — село, Шевченковский сельский совет, Глуховский район, Сумская область, Украина.
Код КОАТУУ — 5921589701. Население по переписи 2001 года составляло 1279 человек.
Является административным центром Шевченковского сельского совета, в который не входят другие населённые пункты.

## Географическое положение
Село Шевченково находится около большого болота, в котором берут начало реки Эсмань и Ретик.
На расстоянии в 1,5 км расположено село Землянка.
Рядом проходит автомобильная дорога М-02 (E 101).

## История
- Основано во второй половине XV века как село Черториги.
- 1945 — переименовано в село Шевченково[2].

## Экономика
- Молочно-товарная ферма.

## Объекты социальной сферы
- Школа.

## Достопримечательности
- Братская могила советских воинов.

## Известные люди
- Туманский Василий Иванович (1800—1860) — русский поэт, дипломат, государственный и общественный деятель, родился в селе Шевченково.